# Regreso a las minas del rey Salomón
Regreso a las minas del rey Salomón (título original: Watusi) es una película de aventuras de 1959 estadounidense dirigida por Kurt Neumann y protagonizada por George Montgomery, Taina Elg y David Farrar. La película es la secuela de la legendaria película Las minas del rey Salomón (1950).

## Argumento
Estamos en Tanzania en 1919, que está bajo control del Imperio británico. La Primera Guerra Mundial ha terminado y Harry, el hijo del explorador Allen Quartermain, viaja a África en busca de las minas del rey Salomón queriendo partir desde Tanzania para ello, ya que lo conoce bien gracias a su padre. Lleva un medallón especial que le regaló su padre, de la tribu Watusi, que custodia las minas, para conseguir su propósito y con él está su amigo Rick Cobb, también amigo de su padre, que le ayuda a organizarla. 
En el camino, conocen y se llevan con ellos a Erica Neuler, la hija de un misionero que fue asesinado por una tribu local y de la que casualmente salvaron de esa tribu. Harry tiene sentimientos antagónicos hacia Erica porque ella es alemana y durante la guerra su madre y su hermana de 8 años fueron asesinadas por los alemanes cuando el barco en el que viajaban fue hundido por un submarino alemán. Desde entonces guardia una tendencia a odiar a los alemanes en el corazón que a veces puede también ser visible.
Sin embargo, con el tiempo él se enamora de ella y puede abrirse respecto a lo ocurrido y dejarlo atrás. También descubre con el tiempo que Rick Cobb también es alemán con un nombre inglés, cuando él se lo dice y, dándose cuenta de que actuó mal, él pide disculpas a ambos, los cuales las aceptan con gusto. Finalmente ambos llegan a su destino y reciben gracias al medallón el permiso de la tribu de coger diamantes de las minas. 
De esa manera se vuelven ricos. Sin embargo Harry y Erica, habiéndose enamorado por el camino y habiendo descubierto su felicidad al respecto, deciden quedarse allí y convertirse allí en marido y mujer. De esa manera Rick, que da su bendición a ambos al respecto, vuelve solo pero rico a casa con los diamantes que cogieron.

## Reparto
| Actor             | Personaje         |
| ----------------- | ----------------- |
| George Montgomery | Harry Quartermain |
| Taina Elg         | Erica Neuler      |
| David Farrar      | Rick Cobb         |
| Rex Ingram        | Umbopa            |
| Dan Seymour       | Mohamet           |
| Robert Goodwin    | Jim-Jim           |
| Anthony M. Davis  | Amtaga            |

## Producción
Al principio se pensó en Floyd Simmons para el papel de Harry Quatermain, pero al final se decidió escoger a George Montgomery para hacerlo. La producción cinematográfica se hizo en 1957 y fue la última película que Kurt Neumann dirigió. Para hacerla, se utilizó también grabaciones de la precuela de esta película, incluida la famosa estampida animal de esa película. Una vez hecha se estrenó en 1959.

## Recepción
Hoy en día el filme fue valorado en los portales de información cinematográfica y entre la crítica profesional. En IMDb, por ejemplo, con 348 votos registrados, el filme obtiene una media ponderada de 5,5 sobre 10. También fue valorada en La Vanguardia, donde el 57 % de los usuarios la valoraron positivamente.